# کمترین مربعات خطی
کمترین مربعات خطی (به انگلیسی: Linear least squares) تقریب کمترین مربعات توابع خطی به داده‌ها است. مجموعه‌ای از فرمول‌ها برای حل مسائل آماری درگیر در رگرسیون خطی، از جمله واریانت برای باقیمانده‌های معمولی (بدون وزن)، وزن‌دهی و تعمیم‌یافته (دارای همبستگی). روش‌های عددی برای کمترین مربعات خطی شامل معکوس کردن ماتریس معادلات عادی و روش‌های تجزیه ماتریس است.